# Julia Ward Howe

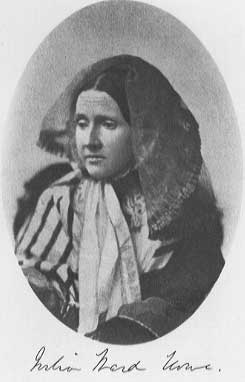
Julia Ward Howe.

Julia Ward Howe, född 27 maj 1819 i New York, död 17 oktober 1910 i Portsmouth i Rhode Island, var en amerikansk författare och feminist, mor till Henry Marion Howe och döttrarna Laura Elizabeth Howe, Maud Howe Elliott och Florence Hall.
Hon gifte sig 1843 med den kände läkaren och filantropen Samuel Gridley Howe (död 1876). År 1854 utgav hon sin första diktsamling, Passion Flowers, och 1856 Words for the Hour. 1898 utkom hennes dikter samlade i From Sunset Ridge. Sedermera ägnade hon sig huvudsakligen åt filosofiska studier samt skrev ett stort antal essäer av teologiskt och metafysiskt innehåll. År 1866 utkom samlingen Later Lyrics innehållande hennes bästa poetiska alster, bl.a. den berömda dikten "The Battle Hymn of the Republic", det amerikanska inbördeskrigets (1861–1865) marseljäs. Förutom dramer och reseskildringar skrev hon även Sex and Education (1874), Modern Society (1881), Life of Margaret Fuller (1883) och memoarerna Reminiscences 1819-99 (1900). Hon verkade även för kvinno- och fredsrörelserna samt för reformer inom fångvården.
Howe har en krater på Venus uppkallad efter sig.

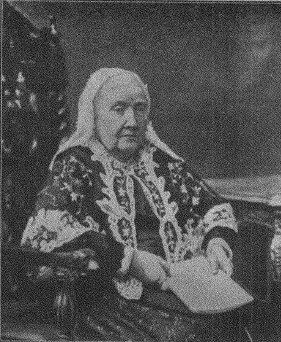
Mrs Julia Ward Howe, 89 år och rösträttskämpe.